# Rufino I de Bizâncio
Rufino I foi bispo de Bizâncio entre 284 e 293. Ele foi bispo entre Domécio e Probo, pai e filho.